# Slavko Mrkoci
Mrkoci Franje Slavko (Poznanovac, Hrvatsko zagorje, 2. listopada 1922. – 21. rujna 1943.), narodni heroj
Poginuo 21. rujna 1943. godine.